# Rajasthani
El terme rajasthani (devanagari: राजस्थानी) es refereix a un grup de llengües indoàries que es parlen principalment a l'estat del Rajasthan i les àrees adjacents de Hariana, Panjab, Gujarat i Madhya Pradesh (a l'Índia). També hi ha parlants de rajasthani a les províncies pakistaneses de Sind i el Panjab. El rajasthani és diferent de l'hindi, malgrat que oficialment és considerat un dialecte d'aquesta llengua. Segons el cens de 2011 tenia uns 50 milions de parlants natius comptant tots els dialectes.

## Classificació
- Rajasthani estàndard: és la llengua franca dels rajasthanesos i és parlada per prop de 25 milions de persones (2011) en diferents zones del Rajasthan.[3]
- Marwari: és el dialecte més parlat amb aprox. 8 milions de parlants que se situen en la regió històrica de Marwar i l'oest del Rajasthan.[3]
- Malvi: presenta aprox. 5 milions de parlants en la regió de Malwa a Madhya Pradesh.[3]
- Dhundhari: parlat per aprox. 1,4 milions de parlants a la regió de Dhundhar del Rajasthan.[3]
- Harauti: aprox. 3 milions de parlants a la regió de Hadoti del Rajasthan.
- Mewari: aprox. 5 milions de parlants a la regió de Mewar del Rajasthan.[3]
- Mewati: aprox. 3 milions de parlants a la regió de Mewat i Ahirwal del Rajasthan.
- Shekhawati: aprox. 3 milions de parlants a la regió de Shekhawati del Rajasthan.
- Wagdi: aprox. 3,3 milions de parlants a la regió que inclou els districtes de Dungarpur i Banswara (regió de Wagad).[3]
- Bagri: aprox. 1,4 milions de parlants al nord del Rajasthan i nord-oest de Hariana (també s'hi troben parlants al sud del Panjab).
- Nimadi: aprox. 2,2 milions de parlants de la regió de Nimar (Madhya Pradesh i Rajasthan).[3]
- Ahirani: aprox 1,9 milions de parlants a la regió de Khandesh a Maharashtra.
- Altres dialetes: dhatki, godwari, gujari, gurgula, goaria i lambadi.

## Estatus oficial
Cap a la dècada de 1870, els occidentals con Samuel H.Kellogg que posseïen suficients coneixements de les llengües índies per a traduir la Biblia a l'hindi i escriure l'Hindi Vyakaran, una gramàtica d'aquest idioma, consideraven els dialectes del Rajasthani com un subgrup de l'hindi occidental. L'any 1908, George Abraham Grierson va considerar tots aquests dialectes conjuntament sota el nom de rajasthani, com a llenguatge diferenciat. Actualment tant l'Assemblea Legislativa del Rajasthan, l'Acadèmia Sahitya i la seva universitat reconeixen el rajasthani com a llengua diferenciada, i s'estudia com a tal a la Universitat de Jai Narain Vyas de Jodhpur i a la Universitat de Mohanlal Sukhadia de Udaipur. El reconeixement nacional, però, encara no ha arribat.
L'any 2003, l'Assemblea Legislativa del Rajasthan va aprovar una resolució de manera unànime per a demanar el reconeixement del rajasthani al vuitè article de la Constitució de l'Índia. El maig de 2015, un membre del grup de pressió rajasthani anomenat Basha Manyata Samiti va lamentar-se que després d'haver transcorregut dotze anys de la resolució no s'havia fet cap moviment.

## Sistema d'escriptura
A l'Índia, el rajasthani empra l'escriptura devanagri, un sistema abugida que s'escriu d'esquerra a dreta. Inicialment, va emprar-se el mahajani per a escriure el rajasthani. Al Pakistan, on és considerat un idioma menor, s'empra una variant de l'escriptura sindhi.

## Principals característiques
És freqüent, com en la majoria de llengües indoiranianes, la tipologia de frase basada en subjecte-objecte-verb. Lèxicament parlant, el rajasthani té entre un 50 i un 65% de coincidencies amb l'hindi, malgrat que molts pronoms i paraules interrogatives difereixen amb aquest. L'idioma presenta correspondències regulars, també transformacions fonètiques, amb l'hindi. Per exemple: la /s/ en l'hindi és /h/ en rajasthani (per exemple: per a la paraula or, en hindi és /sona/ (सोना) mentre que en el dialecte marwari del rajasthani és /hono/ (होनो).

### Fonologia
El rajasthani té 10 vocals i 31 consonants:
|         | Anterior | Central | Posterior |   |
| ------- | -------- | ------- | --------- | - |
| Tancada | i        |         | u         | u |
| Tancada | ɪ        |         | ʊ         | ʊ |
| Mitjana | e        | ə       | o         |   |
| Mitjana | ɛ        | ə       | ɔ         |   |
| Oberta  |          | ɑ       |           |   |

|            | Bilabial | Bilabial | Labio-dental | Labio-dental | Dental/ Alveolar | Dental/ Alveolar | Retroflexa | Retroflexa | Postalv./ Palatal | Postalv./ Palatal | Velar | Velar | Glotal | Glotal |
| ---------- | -------- | -------- | ------------ | ------------ | ---------------- | ---------------- | ---------- | ---------- | ----------------- | ----------------- | ----- | ----- | ------ | ------ |
| Nasal      | m        | m        |              |              | n                | n                | ɳ          | ɳ          |                   |                   |       |       |        |        |
| Oclusiva   | p pʰ     | b bʱ     |              |              | t̪ t̪ʰ             | d̪ d̪ʱ             | ʈ ʈʰ       | ɖ ɖʱ       |                   |                   | k kʰ  | ɡ ɡʱ  |        |        |
| Africada   |          |          |              |              |                  |                  |            |            | tʃ tʃʰ            | dʒ dʒʱ            |       |       |        |        |
| Fricativa  |          |          |              |              | s                |                  |            |            | ʃ                 |                   |       |       |        | ɦ      |
| Bategant   |          |          |              |              | ɾ                | ɾ                | ɽ          | ɽ          |                   |                   |       |       |        |        |
| Aproximant |          |          | ʋ            | ʋ            | l                | l                | ɭ          | ɭ          | j                 | j                 |       |       |        |        |